# باد أندرسون
باد أندرسون (بالإنجليزية: Bud Anderson)‏ هو ضابط أمريكي، ولد في 13 يناير 1922 في أوكلاند في الولايات المتحدة.